# Club Social y Deportivo La Florida
Club Social y Deportivo La Florida es un club de fútbol de la localidad de La Florida, Tucumán, Argentina. Fue fundado el 17 de diciembre de 1917 y juega sus partidos en el estadio Capitán Jaime Solá, donde hace las veces de local tanto en torneos locales como nacionales.
La institución deportiva vivió su mejor época en 2003 cuando ascendió a tercera división, dejando en el camino a San Martín, un hito deportivo no solo para el club, sino también para el fútbol tucumano ya que muchos de los futbolistas de esa época eran oriundos de esa localidad y contaban con experiencia. Desde el plano deportivo es conocido como El Tricolor, debido a que su indumentaria es de color rojo, negro y blanco con franjas verticales. Está afiliado a la Liga Tucumana de Fútbol, donde obtuvo el campeonato en dos oportunidades, en 2002 y 2014.
También participó ininterrumpidamente durante 7 temporadas en competición nacional, en el Torneo Argentino A y el Torneo Argentino B, en este último se consagró campeón en la temporada 2002-03.

## Historia

### Fundación
La Florida es un club de fútbol fundado el 17 de diciembre de 1917, en la Provincia de Tucumán, Argentina.

### Primera Liga Tucumana y época dorada
En 2002 vivió una de sus mejores épocas deportivas de su historia, ya que consiguió por primera vez en su historia la Liga Tucumana de Fútbol; esto le dio la posibilidad de disputar el Torneo Argentino B 2002-03, campeonato nacional de cuarta división, que sería histórico para el club. En ese torneo el equipo mantuvo el primer puesto en la tabla de su grupo con 11 unidades y fue avanzando fases hasta llegar a la final de la zona norte del Argentino B, donde se enfrentaría con el segundo club más títulos  de su provincia, San Martín, que venía de dos descensos en años consecutivos y aspiraba a volver al Argentino A. La final de disputó con el formato ida y vuelta, empezando el equipo de la capital como local, dicho partido terminó en igualdad 2 a 2 y todo iba a definirse en la vuelta, pero el partido se jugaría nuevamente en cancha de San Martín, con La Florida llevándose lo recaudado, el partido terminó 0 a 0, por lo que debía debía definirse en penales, donde ganó el tricolor mandando a San Martín a la Liga Tucumana, en su tercer descenso consecutivo, y avanzando a la fase final. En las semifinales de la fase final el club tucumano enfrentó al Club Atlético Universitario al cual superó 3-2 en el marcador global. En las finales se enfrentó al Club Atlético Unión en la cual resultó vencedor en ambos encuentros para coronarse campeón del certamen. Al ganar el título, fue promovido al Torneo Argentino A 2003-04, campeonato nacional de tercera división. La Florida integró el grupo de la Zona Norte y en la cual se clasificó en primer puesto con 20 puntos después de cosechar 6 triunfos; en cuartos de final logró vencer al Club Sportivo Ben Hur por un global de 3-2. Ya instalado en semifinales, perdió ante el Club Atlético Tucumán por 3-4, lo que significó la eliminación.

### Actualidad
A nivel local se encuentra afiliado a la Liga Tucumana de Fútbol, disputando la segunda categoría. En primera división de la liga tucumana fue vencedor en 2 oportunidades, la última en la temporada 2014.
En 2023 llegó a la final de la Copa Provincia de Tucumán, pero cayó 2 a 0 ante San Pablo.

## Estadio
El estadio lleva el nombre de Capitán Jaime Solá, un importante directivo de la localidad de Ingenio La Florida, que impulsó la construcción del estadio y que fue inaugurado en 1968 por el Club Atlético Boca Juniors.

## Clásico
Su clásico rival es San Lorenzo de Delfín Gallo, con quién disputa el clásico del este. también su clásico sería el león de la banda 

## Palmarés
| Torneos locales oficiales | Torneos locales oficiales |
| Competición               | Títulos                   |
| ------------------------- | ------------------------- |
| Liga Tucumana (2):        | 2002, 2014.               |
| Argentino B (1):          | 2002-03.                  |